# Pleurosoma angustata
Pleurosoma angustata là một loài bướm đêm thuộc phân họ Arctiinae, họ Erebidae.